# Philotoceraeoides albulus
Philotoceraeoides albulus là một loài bọ cánh cứng trong họ Cerambycidae.